# Бивонджи
Биво̀нджи (на италиански: Bivongi, на местен диалект Bivungi, Бивунджи) е село и община в Южна Италия, провинция Реджо Калабрия, регион Калабрия. Разположено е на 270 m надморска височина. Населението на общината е 1378 души (към 2012 г.).